# Grenadische Badmintonmeisterschaft 1982
Die Grenadische Badmintonmeisterschaft 1982 fand vom 19. Oktober bis zum 7. November 1982 statt.

## Finalresultate
| Disziplin    | Sieger                          | Finalist                                | Ergebnis           |
| ------------ | ------------------------------- | --------------------------------------- | ------------------ |
| Herreneinzel | Stephen Lewis                   | Richard Cherebin                        | 8-15, 15-8, 15-5   |
| Dameneinzel  | Joan Koulen                     | Joyce Bartholomew                       | 11-3, 11-9         |
| Herrendoppel | Winston Bullen Ambrose Phillipp | James Lashley George Cherebin           | 15-10, 18-15       |
| Damendoppel  | Joan Koulen Margaret Hercules   | Gloria Payne-Banfield Joyce Bartholomew | 10-15, 15-11, 15-8 |
| Mixed        | Stephen Lewis Barbara Klouden   | Ambrose Phillipp Joan Koulen            | 15-4, 9-15, 15-1   |